# Germania (Studentenverbindung)
Germania ist der Name mehrerer Studentenverbindungen.

## Liste

### Burschenschaften
- Berliner Burschenschaft Germania (1862)
- Burschenschaft Neogermania Berlin
- Bonner Burschenschaft Germania
- Braunschweiger Burschenschaft Germania (1861)
- Darmstädter Burschenschaft Germania (1869)
- Alte Darmstädter Burschenschaft Germania
- Burschenschaft Germania Erlangen
- Gießener Burschenschaft Germania (1851)
- Burschenschaft Germania zu Göttingen im Schwarzburgbund
- Burschenschaft Germania Halle zu Mainz
- Hamburger Burschenschaft Germania
- Hannoversche Burschenschaft Alt-Germania
- Hannoversche Burschenschaft Germania
- Burschenschaft Germania Jena (1815)[1]
- Kölner Burschenschaft Germania
- Burschenschaft Germania Königsberg (1843)
- Leipziger Burschenschaft Germania
- Marburger Burschenschaft Germania (1868)
- Burschenschaft Teutonia-Germania Marburg (1862)
- Burschenschaft Germania München (1829–1836)
- Saarbrücker Burschenschaft Germania
- Burschenschaft Germania Salzburg
- Alte Straßburger Burschenschaft Germania
- Burschenschaft Germania Tübingen (1816)
- Burschenschaft Germania zu Würzburg (1818/1842)

### Christliche Verbindungen
- KDStV Germania Berlin
- Germania Czernowitz (1913), siehe Studentenverbindungen in Czernowitz#Katholische Verbindungen
- Bonner Wingolf
- KDStV Germania Leipzig
- KStV Germania Münster (1864)

### Corps
- Corps Germania München im WSC (1863)
- Corps Germania Hohenheim im WSC (1871)
- Corps Germania Köthen im  Askanischen Senioren-Convent (1891/1919)
- Freies Corps Austro-Germania, Gmünd (Niederösterreich) (1975)

### Schweizer Verbindung
- Société d’Étudiants Germania Lausanne

### Turnerschaften
- Turnerschaft Germania Bonn (1877)
- Turnerschaft Germania Dresden (1898)

### Schülerverbindungen
- Germania – Bund abstinenter Schüler (1902)
- pennale Burschenschaft Germania zu Wiener Neustadt (1917)
- Gymnasiale Burschenschaft Germania zu Kiel